# Lumbrales
Lumbrales település Spanyolországban, Salamanca tartományban. Lumbrales Olmedo de Camaces, San Felices de los Gallegos, La Redonda, Sobradillo, Hinojosa de Duero és Bermellar községekkel határos. Lakosainak száma 1510 fő (2024).

## Népesség
A település népessége az elmúlt években az alábbi módon változott:
| Lakosok száma | 2152 | 2049 | 2011 | 1949 | 1876 | 1789 | 1662 | 1590 | 1534 | 1510 |
|               | 2001 | 2004 | 2007 | 2009 | 2012 | 2014 | 2017 | 2019 | 2022 | 2024 |